# William Foster
William "Willie" Foster (Haslingden, Lancashire, 10 de juliol de 1890 – Fylde, Lancashire, 17 de desembre de 1963) va ser un nedador anglès que va competir a principis del segle xx.
El 1908 va prendre part en els Jocs Olímpics de Londres, on guanyà la medalla d'or en els relleus 4x200 metres lliures, junt a John Derbyshire, Paul Radmilovic i Henry Taylor. També diputà els 400 metres lliures, on fou quart, i els 1500 metres lliures del programa de natació, quedant eliminat en sèries.
Quatre anys més tard, als Jocs d'Estocolm, disputà les mateixes proves del programa de natació. Guanyà la medalla de bronze en els relleus 4x200 metres lliures, formant equip amb Thomas Battersby, John Hatfield i Henry Taylor. En els 400 i els 1500 metres lliures quedà eliminat en les sèries.
El 1920, un cop finalitzada la Primera Guerra Mundial, disputà la competició de waterpolo als Jocs d'Anvers, en què finalitzà en sisena posició.